# Кондратюк (кратер)
Кондратюк (лат. Kondratyuk) — кратер на зворотному боці Місяця близько 100 км у діаметрі.

## Назва

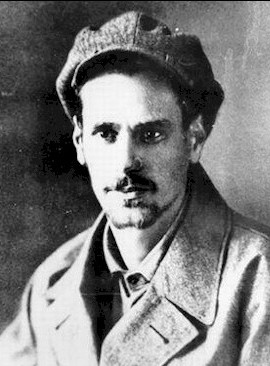
Юрій Кондратюк

Початкова робоча назва — Yurij V. Остаточну назву отримав 20 серпня 1970 року на честь Юрія Кондратюка (1897—1942) — ученого-ракетника; піонера в галузі ракетної техніки; котрий розвивав основні принципи космонавтики; вивів основні рівняння руху ракети (незалежно від Костянтина Ціолковського); розробив теорію багатоступеневих ракет, оптимальних траєкторій польоту тощо.

## Розташування
Розташований на захід — північний захід від великого валу кратера Фермі і на південь — схід від кратера Гільберта. На південь — південний захід від кратера Кондратюк розташований кратер Мейтнера, а на південний схід лежить кратер Лангемак.
У чаші кратера, біля його південно-східного валу розташований малий гостровальний кратер Кондратюк A, а в південно-західній частині — малий кратер Кондратюк Q.

## Морфологія
Кратер зазнав значної ерозії і частково пошкоджений подальшими ударами небесних тіл.
Кратер має згладжений вал, потужний зовнішній вал, хребет на дні, ланцюжок гір, нерівне дно. Лава і променева система відсутні, підстилаюча поверхня — материк.

## Супутні кратери
Образна назва — Очі Кондратюка (кратера)
| Кондратюк | Широта     | Довгота     | Діаметр  | Рік затвердження МАС |
| --------- | ---------- | ----------- | -------- | -------------------- |
| A         | 14,54° пд. | 115,99° сх. | 23,71 км | 2006                 |
| Q         | 15,99° пд. | 115,15° сх. | 25,52 км | 2006                 |